# Ula (Pieniny)
Ula (713 m) lub Łysa Góra – dwuwierzchołkowa góra w Pieninach Czorsztyńskich. Wyższy jest wierzchołek zachodni (713 m). Od zachodu Ula sąsiaduje z Czubatą, od północnego zachodu z Łysiną. Ula jest widoczna z szosy Krośnica–Niedzica. U podnóży północnych znajduje się duża polana, również południowe stoki opadają na polanę Łazy. Ula jest całkowicie porośnięta lasem. W południowo-zachodnim, opadającym do doliny Kąciki stoku Uli, jest Zbójecka Skała, a w niej jaskinia Zbójecka Dziura.
Ula znajduje się w Pienińskim Parku Narodowym, we wsi Sromowce Wyżne w województwie małopolskim, w powiecie nowotarskim, w gminie Czorsztyn i nie prowadzi obok niej żaden szlak turystyczny.

## Przypisy

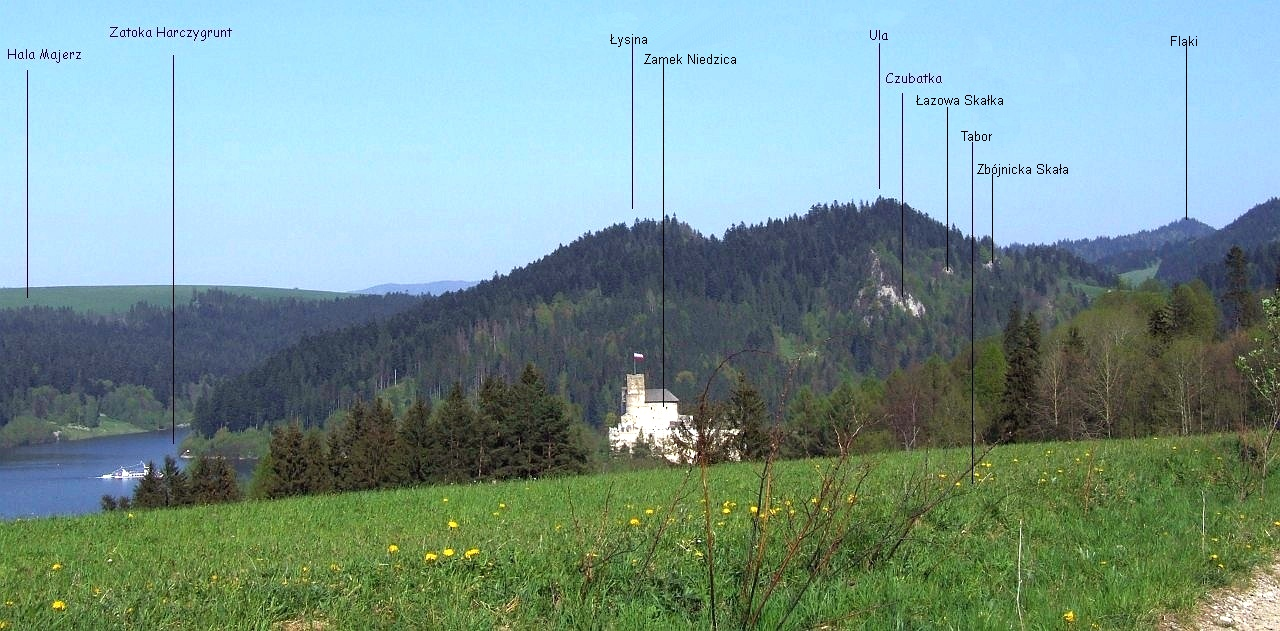
Widok na Ulę z Pienin Spiskich